# Nová Ves I
Pour les articles homonymes, voir Nová Ves.
Nová Ves I (en allemand : Neudorf) est une commune du district de Kolín, dans la région de Bohême-Centrale, en Tchéquie. Sa population s'élevait à 1 305 habitants en 2020.

## Géographie
Nová Ves I est arrosée par l'Elbe et se trouve à 5 km au nord-ouest du centre de Kolín et à 52 km à l'est de Prague.
La commune est limitée par Pňov-Předhradí au nord, par l'Elbe et la commune de Veltruby à l'est, par Kolín et Křečhoř au sud, et par Velim à l'ouest.

## Histoire
La première mention écrite de la localité date de 1290.

## Administration
La commune se compose de deux quartiers :
- Nová Ves I
- Ohrada

## Transports
Par la route, Nová Ves I se trouve à 6,3 km de Kolín et à 64 km de Prague.